# Svenska hem (konsumentförening)

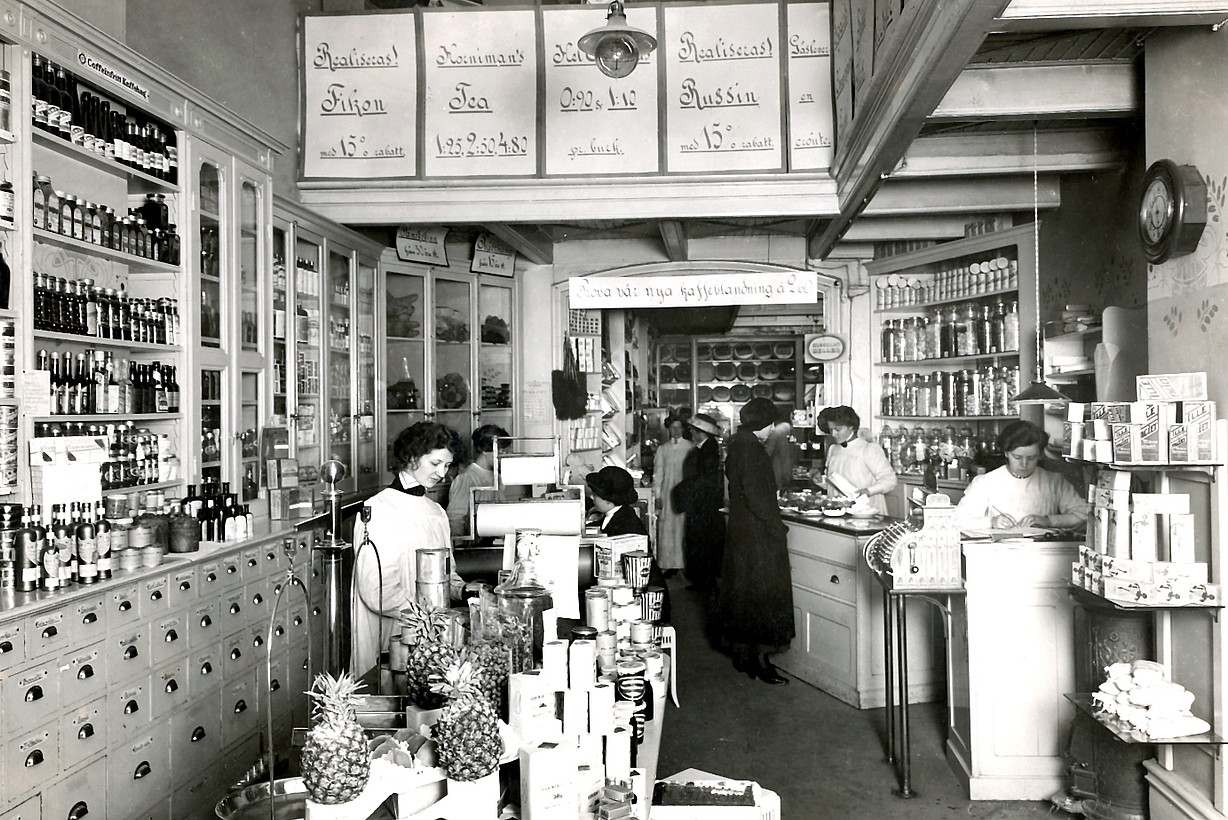
Svenska Hems första butik vid Jakobsbergsgatan 6 i Stockholm.

Svenska Hem eller Kvinnornas Andelsförening Svenska Hem var en kvinnlig kooperation som startade 1905 på initiativ av Anna Whitlock. Den första butiken utsattes för omfattande bojkott av Stockholms Specerihandlareförening. Trots detta växte rörelsen och blev Sveriges på sin tid största konsumentförening med fem butiker och 3 300 kvinnliga medlemmar, bland andra Selma Lagerlöf, Ellen Key, Emilia Broomé, Anna Branting, Elin Wägner, Karolina Widerström, Hanna Pauli, Karin Larsson och Harriet Bosse. 

## Etableringar

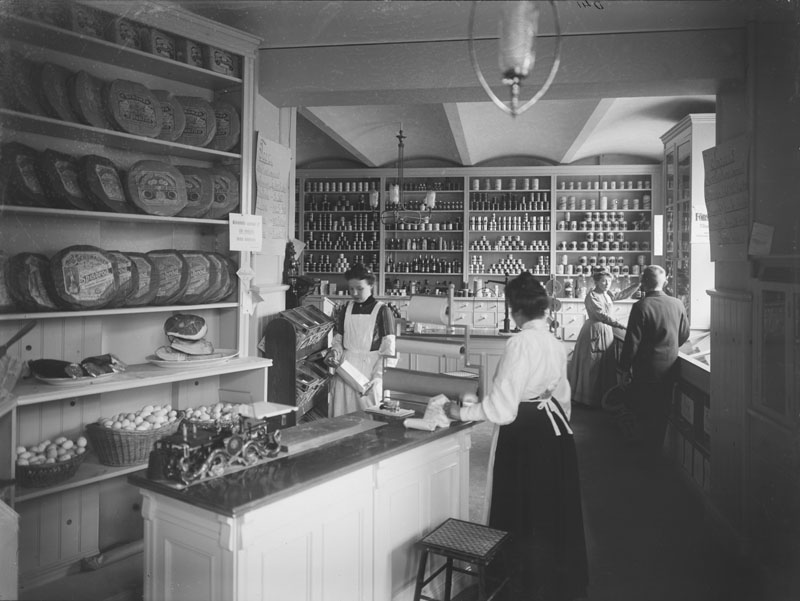
Svenska Hems butik vid Karlbergsvägen 16 i Stockholm.

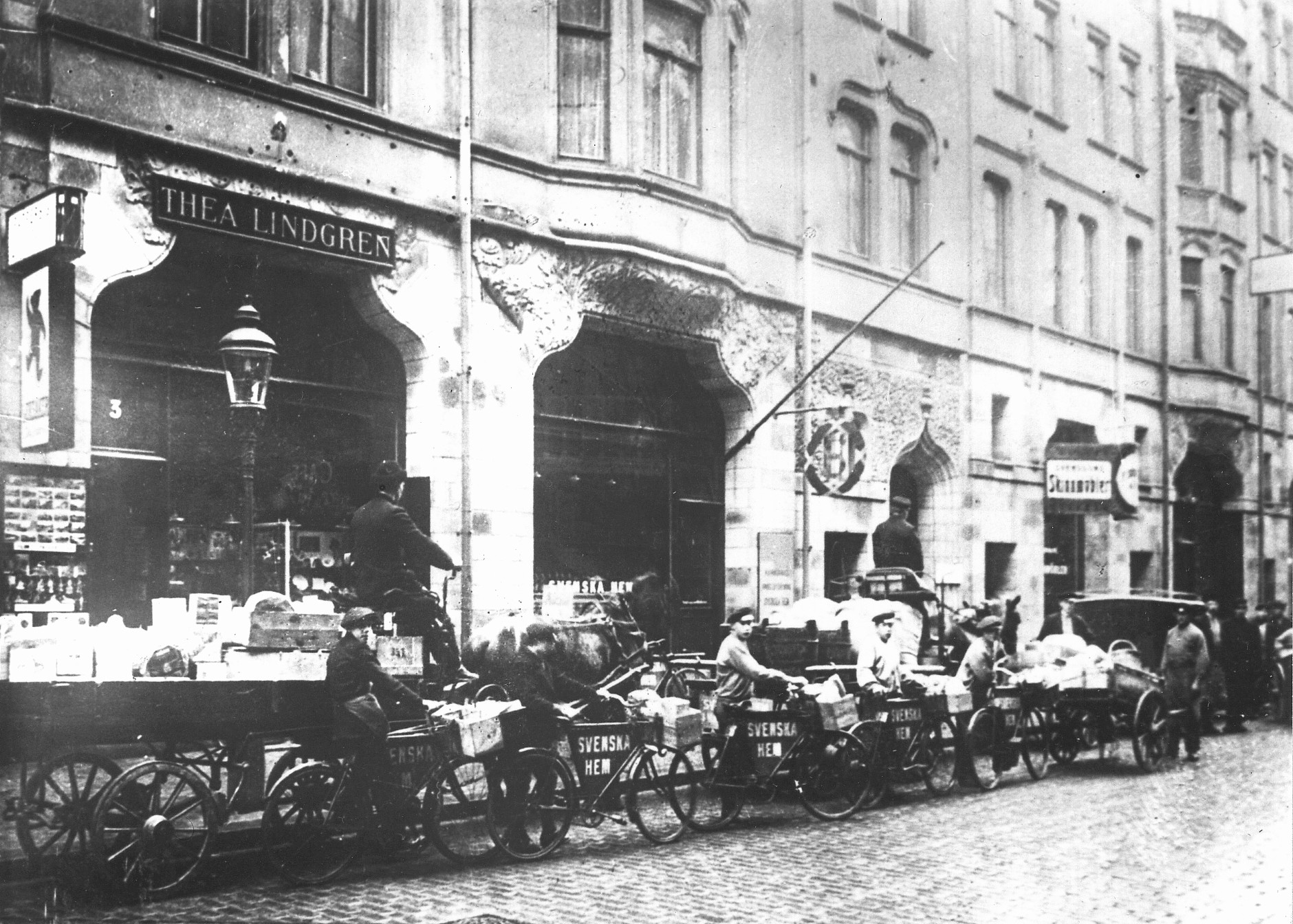
Svenska Hem, Mäster Samuelsgatan 3.

Den 8 november 1905 öppnade under stort tumult och pressuppbåd den första butiken på Jakobsbergsgatan 6 i centrala Stockholm. År 1906 blev Ina Almén dess direktör. Därefter etablerades nya butiker på Karlbergsvägen 16, Scheelegatan 14, Mäster Samuelsgatan 3, Hökens gata 8 samt i Centralpalatset på Lidingö. Varor levererades från utlandet och svenska gårdar, bland annat från Elisabeth Tamm på Fogelstad.

## Koncept
Matfusket var utbrett i Stockholm vid förra sekelskiftet.  I Svenska Hem skulle medlemmarna kunna lita på maten. Det skulle säljas goda varor till rimliga priser. Kunderna fick återbäring på sina inköp. De kunde också få färdiglagad mat och varor hemsända. Svenska Hem ordnade matlagningskurser, gav ut Sveriges första konsumenttidning och hyrde ut dammsugare. Kvinnliga butiksföreståndare anställdes i samtliga butiker. Personalen betalades enligt likalönsprincip och fick del i vinsten. Vid slutet av 1907 uppgick medlemsantalet till 1 100. Enligt Svenska Hems medlemsförteckning uppgick antalet medlemmar den 31 december 1915 till 3 134.

## Samgående med Konsum Stockholm
Under 1915 och efter att NK öppnat en delikatessavdelning gick lönsamheten ner. 1916 gick Svenska Hem ihop med det då nystartade Konsum Stockholm. Samtliga butiker bytte därefter namn eller lades ner. De kvinnliga föreståndarna ersattes med manliga. I ett jubileumstal 1930 myntas epitetet ”Hemska Sven” av KF-chefen Albin Johansson.

## Bok, museiutställning och dramaserie
Historien om Svenska Hem dokumenterades 2005 av Monika Björk och Eva Kaijser i boken Svenska Hem: en passionerad affär och en utställning på Stockholms Stadsmuseum 2006. 
Julen 2013 visade SVT en dramaserie i tre delar med titeln Fröken Frimans krig inspirerad av Björks och Kaijsers bok. Huvudkaraktären Dagmar Friman gestaltad av Sissela Kyle bygger på verklighetens Anna Whitlock. 
2014 gav Latona Ord & Ton ut en nyutgåva av boken med ny undertitel Svenska Hem: den sanna historien om Fröken Frimans krig. Julen 2016 kom en uppföljare till Fröken Frimans krig Sveriges Television.